# Yaquina Bay

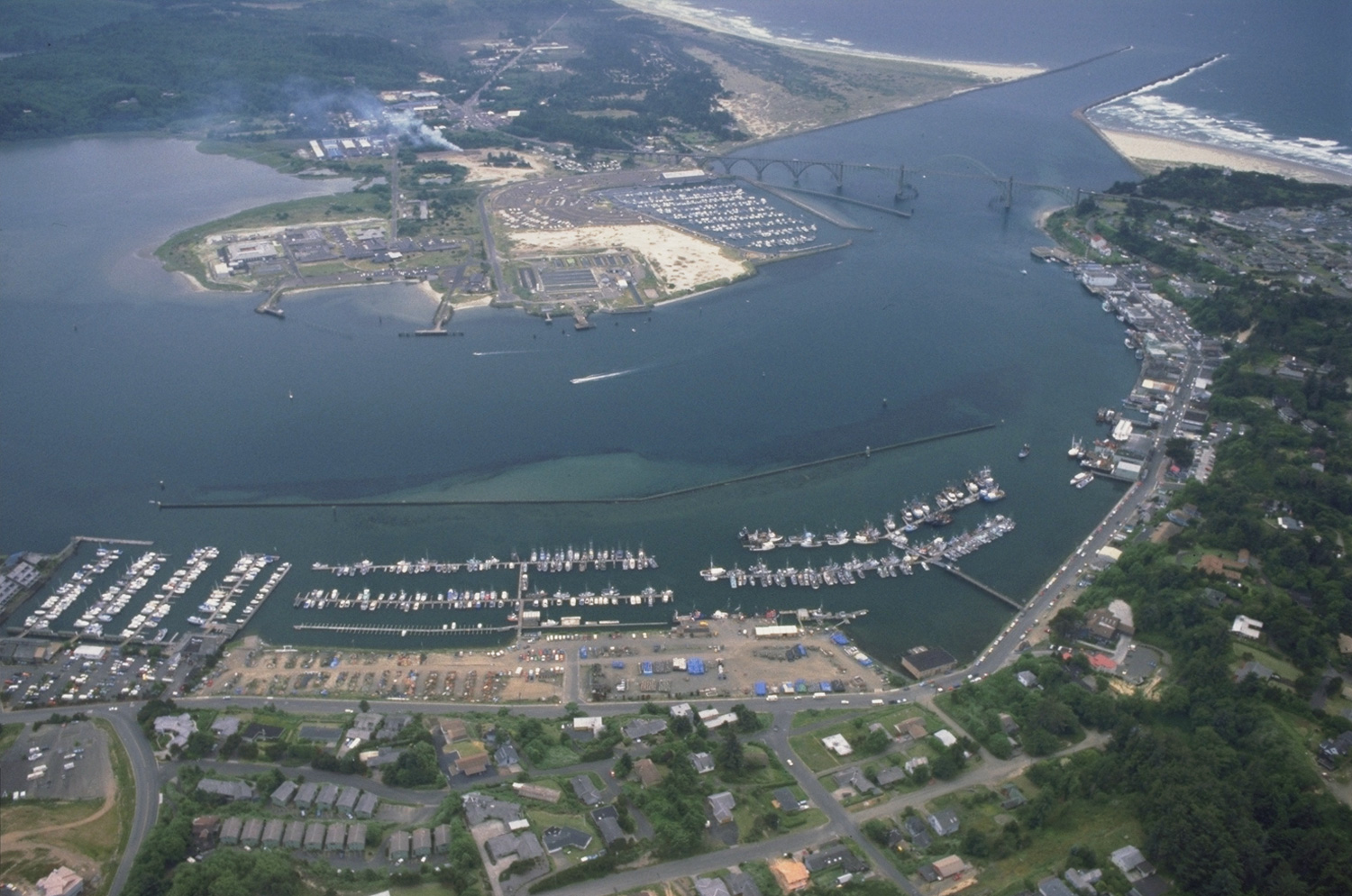
Yaquina Bay von Norden. Im Vordergrund das Oregon Coast Aquarium und oben rechts die Yaquina Bay Bridge

Die Yaquina Bay ist eine flache Bucht an der Westküste der USA im Bundesstaat Oregon im Lincoln County. Die Stadt Newport liegt auf beiden Seiten der Bucht, die von der Yaquina Bay Bridge an der Mündung in den Pazifischen Ozean überspannt wird. Sie ist Teil des U.S. Highway 101. Der Name der Bucht stammt von einem Indianerstamm, der an der Küste von Oregon gelebt hat und heute praktisch ausgestorben ist.

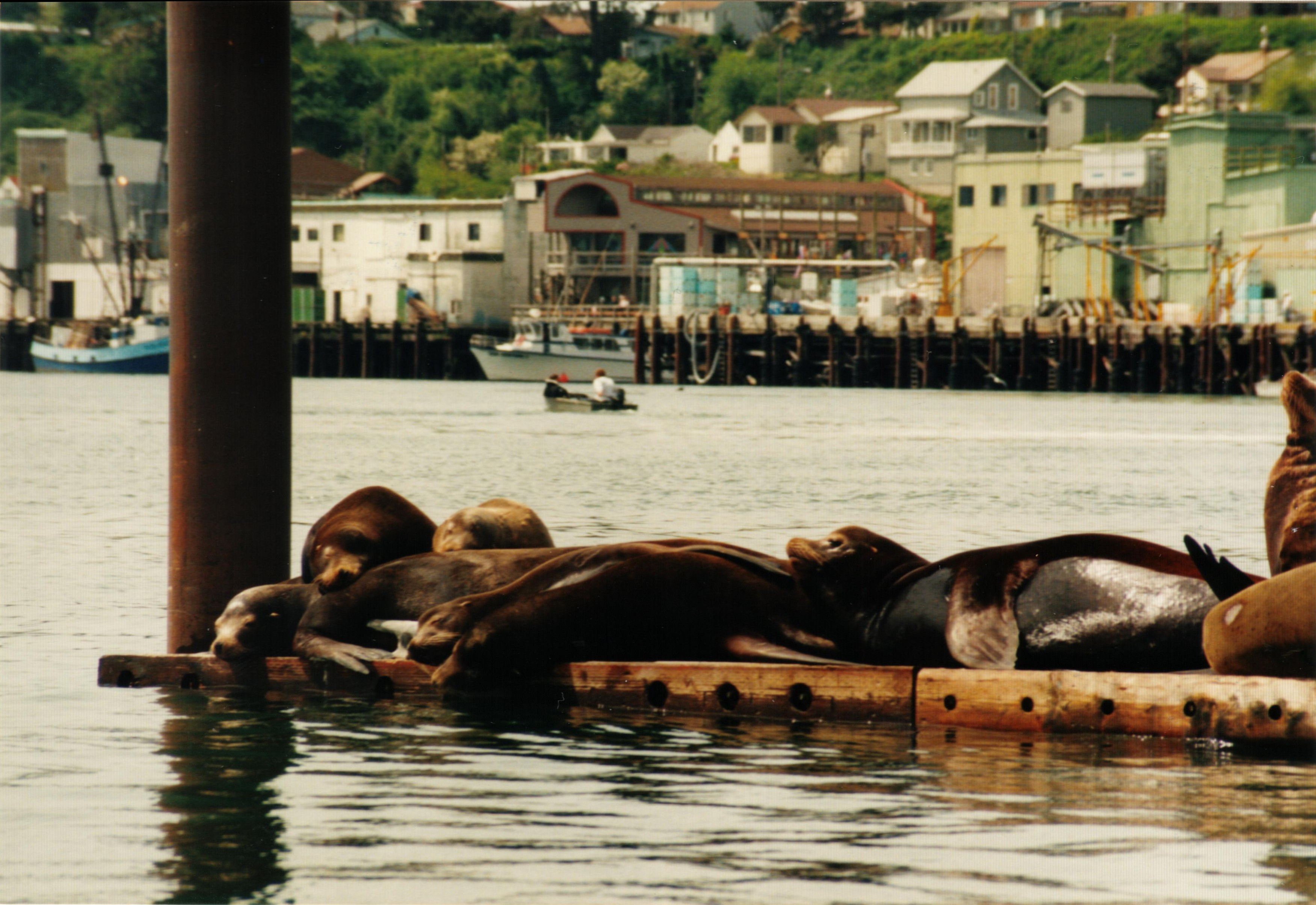
Seelöwen auf einem Pier in der Yaquina Bay

Die Bucht hat eine Länge von etwa fünf, eine Breite von ca. 2,5 Kilometern und eine Größe von etwa 8 km2. Auf der südlichen Seite mündet der Yaquina River in die Bucht. Bis zum Ende der 1920er Jahre war die Hauptverbindung nach Newport über Schiffe, die in der Bucht anlegten. Vor dem Bau der Brücke, bis etwa 1936 verkehrten Fähren über die Bucht und bildeten so die Nord-Süd-Verbindung an der Küste. 
Etwas östlich der Mündung des Yaquina Rivers befindet sich eine ozeanographische Messstation, die von der NOAA betrieben wird und deren Daten über eine Webseite abgerufen werden können. Im Norden der Bucht ist eine biogeochemische Messstation im Rahmen des LOBO-Projekts (Land/Ocean Biogeochemical Observatory) auf einer Plattform verankert. Des Weiteren befindet sich im Norden und im Süden der Bucht jeweils ein Yachthafen. Nahe dem südlichen Hafen, im Stadtteil South Beach befindet sich das Oregon Coast Aquarium, die Rogue Brewery, und das Hatfield Marine Science Center direkt an der Bucht. Auf dieser Seite können auch frei lebende Seehunde und Kalifornische Seelöwen beobachtet werden, die sich auf den Piers ausruhen. Auf der nördlichen Seite, westlich des U.S. Highway 101 liegt der Yaquina Bay State Park mit dem historischen Leuchtturm Yaquina Bay Lighthouse.
Durch ihre Lage direkt am Pazifik, in direkter Nachbarschaft zur Cascadia-Subduktionszone ist das Gebiet der Bucht und der umliegenden Küstenabschnitte sehr stark von Tsunamis und Erdbeben bedroht.